# MTS Oceanos
El MTS Oceanos fue un crucero de fabricación francesa y propiedad griega que se hundió el 4 de agosto de 1991 cuando sufrió una inundación incontrolada. Su capitán, Yiannis Avranas, y parte de la tripulación fueron condenados por negligencia por huir del barco sin ayudar a los pasajeros, que posteriormente fueron rescatados gracias a los esfuerzos de los animadores del barco, que hicieron una transmisión de emergencia para pedir ayuda, lanzaron botes salvavidas y ayudaron a los marines sudafricanos a aterrizar en el barco desde helicópteros navales. Los 581 pasajeros y la tripulación sobrevivieron.
Su operadora de línea de cruceros, Epirotiki Lines, había perdido otros dos barcos en los tres años anteriores al hundimiento: el buque insignia de la compañía, el Pegasus, solo dos meses antes, y el MV Jupiter, tres años antes.

## Historia
El MTS Oceanos fue botado en julio de 1952 por Forges et Chantiers de la Gironde en Burdeos, Francia, como Jean Laborde, el último de los cuatro barcos gemelos construidos para Messageries Maritimes. Los barcos se utilizaron en el servicio Marsella - Madagascar - Mauricio. El Jean Laborde pasó por muchos dueños diferentes y cambios de nombre (Jean Laborde, Mykinai, Ancona, Eastern Princess) en las décadas siguientes. En 1976, fue adquirido por Epirotiki Lines de Grecia y registrado con el nombre de Oceanos.
El Oceanos apareció brevemente en la película Sky High de 1985 y con otro barco de la naviera Epirotiki, el Apollon XI, en la película Hardbodies 2 de 1986.

### Hundimiento

#### Último viaje

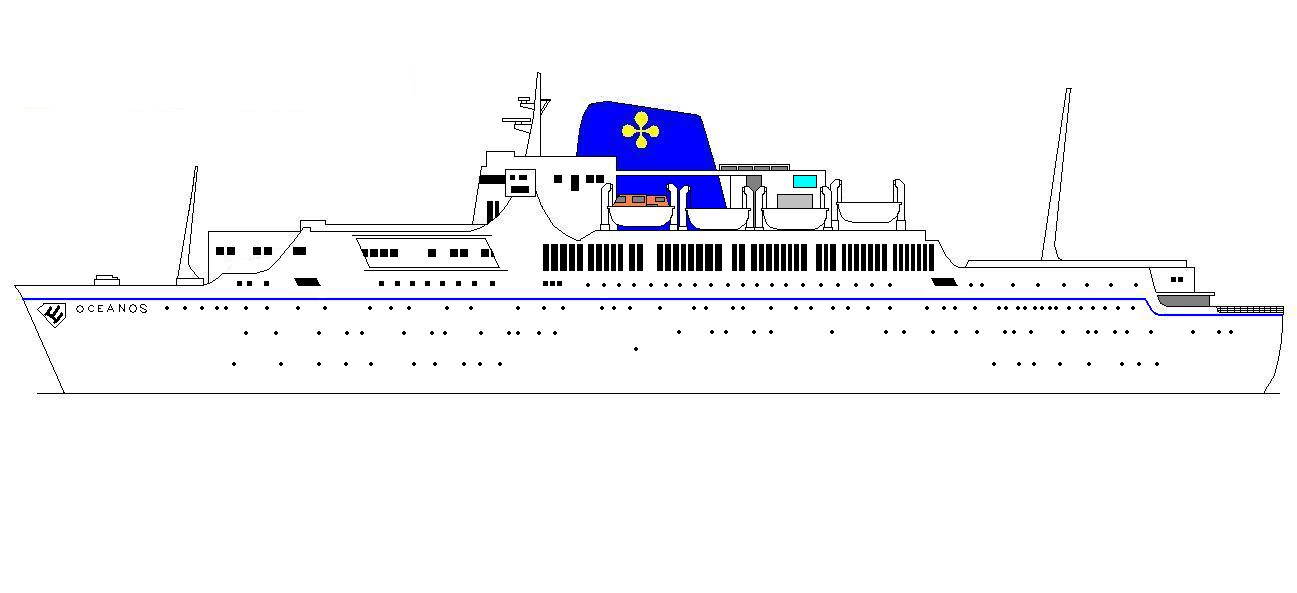
Dibujo de perfil del MTS Oceanos.

Bajo la carta de TFC Tours, el Oceanos, inicialmente retrasado por una amenaza de bomba, partió de East London, Sudáfrica, el 3 de agosto de 1991, y se dirigió a Durban. El capitán Yiannis Avranas (nacido c. 1940) había sido oficial durante veinte años y marinero durante treinta. El Océanos se dirigió hacia vientos de 40 nudos y oleaje de 9 m (30 pies). Por lo general, habría habido una fiesta de "navegación" en la cubierta. Sin embargo, el mar embravecido hizo que la fiesta se celebrara en el interior del salón Four Seasons; pero la mayoría de los pasajeros optaron por permanecer en sus camarotes.
Mientras intentaba recuperar el tiempo perdido, el Oceanos se encontró con mares agitados. La tormenta fue arreciando a medida que avanzaba la noche y cuando se sirvió la primera sesión de la cena, los camareros apenas podían llevar las bandejas de comida sin que se les cayera algo.

#### Inundaciones
Las reparaciones anteriores del sistema de eliminación de residuos no se habían terminado, lo que significaba que no se reemplazó una tubería de ventilación vital que pasaba por el mamparo de popa estanco y las válvulas de retención. Se cree que después de que una serie de olas gigantescas golpearan el barco, el revestimiento de la tubería se abrió de golpe y comenzó a llenar el compartimiento con agua de mar. Aproximadamente a las 9:30 p. m., se escuchó una explosión amortiguada y el Oceanos se quedó sin energía. El barco comenzó a llenarse de agua, inundándose rápidamente la sala de máquinas.
Una vez que los motores se detuvieron, el barco comenzó a balancearse tanto que en el salón, donde se reunían los pasajeros, la vajilla y los cubiertos comenzaron a resbalar de las mesas y las macetas con plantas cayeron.
No se había dado ninguna alarma o anuncio de que el barco estaba en problemas; con otros artistas que trabajaban en el crucero, Moss Hills, un músico de Zimbabue y exmiembro de Four Jacks and a Jill que había estado actuando con su esposa Tracy en el salón, exploraron debajo de las cubiertas, descubrieron que el Océanos parecía estar hundiéndose y se les informó por la directora del crucero, Lorraine Betts, que el capitán había dado la orden de abandonar el barco y algunos tripulantes ya habían salido en un bote salvavidas. Comenzaron a botar los botes salvavidas restantes, con hasta 90 personas en cada uno, pero no pudieron arrancar sus motores. Cuando el empeoramiento de la escora del barco a estribor hizo que no fuera seguro continuar, Hills y varios pasajeros fueron al puente para buscar a la tripulación, pero lo encontraron sin tripulantes. Utilizaron el teléfono de radio para transmitir una llamada de socorro hasta que Moss recibió una respuesta.
A la mañana siguiente, los rescatistas encontraron al Oceanos a la deriva cerca de Coffee Bay, en la Costa Salvaje.

#### Esfuerzos de rescate
Dos pequeños barcos en las cercanías fueron los primeros en llegar a la escena y proporcionaron las coordenadas del barco a las autoridades sudafricanas. Los helicópteros de rescate comenzaron a llegar tres horas más tarde y llevaron a los pasajeros y al resto de la tripulación a un lugar seguro, y Hills continuó a cargo de la evacuación ordenada. Trece de los dieciséis eran helicópteros Pumas de la Fuerza Aérea Sudafricana, nueve de los cuales sacaron a 225 pasajeros de la cubierta. Fueron asistidos por los botes salvavidas del carguero holandés Nedlloyd Mauritius, que había respondido a la llamada de socorro. Se tuvo que lanzar una balsa inflable para rescatar a unos pasajeros que entraron en pánico y se lanzaron al agua.
El Oceanos se hundió primero por la proa aproximadamente 45 minutos después de que la última persona fuera sacada por aire de la cubierta. Los minutos finales de su hundimiento fueron capturados en video y transmitidos por ABC News. Las 581 personas a bordo se salvaron. Al gerente de entretenimiento Robin Boltman se le atribuyó el mérito de reunir a los pasajeros en el salón y tocar música para calmarlos. Entre los artistas a bordo se encontraba el artista de cabaret sudafricano, Alvon Collison, quien luego informó que había comenzado a cantar un repertorio improvisado mientras el barco se hundía, en un esfuerzo por mantener el ánimo de los pasajeros. En su estilo característico, logró entretejer un momento cómico en su narración de los tumultuosos eventos, diciendo a los periodistas que había comenzado a cantar "American Pie", cuando de repente se dio cuenta de que la siguiente línea de la canción iba a ser "Este será el día en que muera" - y rápidamente cambió a otra canción.
Hills dijo más tarde que al buscar al capitán Avranas, lo había descubierto fumando en la cola de milano y dijo: "Creo que estaba en un estado de shock muy, muy profundo". Según los informes, Hills rescató al perro de Avranas y liberó a su canario. Un buzo de la Armada de Sudáfrica testificó que el capitán había insistido en que el primer helicóptero lo llevara a tierra. Boltman le dijo a un periódico: "Más tarde en la mañana, el capitán Avarnasi (sic) incluso me contactó desde la costa para preguntarme cómo iban las cosas".

## Consecuencias
El capitán Avranas recibió una amplia cobertura de los medios como ejemplo de comportamiento poco profesional mientras estaba al mando. Afirmó que abandonó el barco primero para organizar un esfuerzo de rescate y luego supervisó el rescate desde un helicóptero porque "las baterías de los walkie-talkies de la tripulación se habían agotado, lo que significa que no tenía comunicación con su tripulación ni con otras embarcaciones de rescate". Fue citado poco después del hundimiento diciendo: "Cuando ordeno abandonar el barco, no importa a qué hora me vaya. El abandono es para todos. Si a algunas personas les gusta quedarse, pueden quedarse". En 1992, él y otros cinco oficiales fueron condenados por negligencia por una junta de investigación griega por huir del barco sin ayudar a los pasajeros.
Dateline NBC emitió un documental del incidente el 23 de mayo de 2010. El hundimiento es el tema de una canción llamada "Oceanos" de la banda de rock celta Coast. También se discutió en un episodio de Nova el 18 de abril de 2012, titulado "Por qué se hunden los barcos", que se centró principalmente en el accidente del Costa Concordia (cuyo comandante también huyó mientras los pasajeros aún estaban a bordo). Hills fue entrevistado en el especial y relató que algunos años después había estado a bordo cuando se hundió el MS Achille Lauro de Star Lauro. El rescate aparece en el episodio 4 de Shockwave, emitido por primera vez el 21 de diciembre de 2007. El programa de radio NPR y el podcast Snap Judgement presentaron un relato del hundimiento de Moss Hills. El programa Extreme Weather: The Survivors presentó un segmento sobre el hundimiento. En 2022, Moss Hills, quien luego se convirtió en director de cruceros, fue entrevistado por Jane Garvey para la serie Life Changing de BBC Radio 4.

## Pecio
El pecio del Oceanos se encuentra a una profundidad de entre 92 m (302 pies) y 97 m (318 pies), a unos 5 km (3,1 millas) de la costa. Los buzos lo han visitado, pero las fuertes corrientes dificultan la inmersión. Las fotografías tomadas en 2002 muestran que la sección del puente se ha derrumbado.

## En la cultura popular
El MTS Oceanos y otro barco de Epirotiki, el Apollon XI, aparecieron en la película Hardbodies 2 de 1986.